# 212 (ракета)
Ракета 212 (в разных источниках: РНИИ-212, «объект 212», КР-212, К-212, «объект 312», «объект 803») — экспериментальная управляемая крылатая ракета, серия которых была разработана в 1934—1938 годах реактивным научно-исследовательским институтом (ракеты 212, 201, 216, 217). Главный конструктор — Сергей Павлович Королёв.
Первый полёт состоялся 29 января 1939 года, а 8 марта выполнен второй полёт ракеты.

## Конструкция
Ракета 212 была построена по нормальной (самолётной) аэродинамической схеме и являлась монопланом со среднерасположенным крылом трапециевидной формы. Оперение — классическое с треугольным килем и расположенным на 1/3 высоты киля, трапециевидным стабилизатором на подкосах. Фюзеляж круглого сечения с головной частью оживальной формы, цельнометаллический из дюралюминия. На верхней части фюзеляжа расположен гаргрот, по которому проходили трубопроводы двигательной установки.
Жидкостный ракетный двигатель ОРМ-65 конструкции В. П. Глушко располагался в хвостовой части фюзеляжа и работал на компонентах топлива азотная кислота — керосин, хранящихся в четырёх коаксиальных (трубкообразных) баках расположенных в крыле ракеты, поперёк фюзеляжа: три бака для азотной кислоты и один для керосина. Подача компонентов топлива осуществлялась вытеснительным способом, давлением сжатого воздуха из четырёх баллонов расположенных внутри корпуса, между крылом и камерой сгорания ЖРД. Реактивная тяга ЖРД составляла 150 кгс при времени работы от 20 до 80 секунд.
Система управления на основе гироскопического автомата стабилизации ГПС-3, конструкции С. А. Пивоварова, располагалась в приборном отсеке, за головной частью. В состав ГПС-3 входили: два трёхстепенных гироскопа, воздушные коробки, скоростной прибор с анероидными коробками, система золотников, арретир, рулевые машинки и система обратной связи. Привод гироскопов и рулевых машинок — пневматический, давлением сжатого воздуха из тех же четырёх баллонов, что обеспечивали вытеснение топлива в ЖРД. Элементы управления — элероны расположенные на крыле и рули курса и тангажа на хвостовом оперении. Расчётная дальность ракеты составляла 80 км, при высоте полёта 6,5 км и скорости порядка 1000 км/ч.
Пуск ракеты осуществлялся с рельсовой тележки разгоняемой стартовым пороховым ускорителем тягой 1850 кгс, стартовая масса ракеты 210 кг, масса топлива — 30 кг, полезный груз 30 кг, длина 3 метра. Расчётная дальность полёта до 80 км.

## Характеристики
- Длина: 3,16 м (2,59)
- Диаметр миделя: 0,30 м
- Размах крыла: 3,06 м
- Стартовая масса: 210 кг (165—230)
- Масса топлива: 30 кг
- Масса полезного груза: 30 кг
- Расчётная дальность: 80 км (H=6500 м, V=1000 км/ч)
- Характеристическая скорость: 380 м/с
- Двигательная установка: однокамерный ЖРД ОРМ-65
  - Окислитель / горючее — азотная кислота / керосин
  - Тяга ДУ — 1,47 кН (150 кгс)
  - Удельный импульс — 210 с
  - Время работы ДУ — 80 с
- Система управления: гироавтомат ГПС-3
- Пусковая установка: рельсовая катапульта с пороховым ускорителем
  - Тяга ускорителя — 18 кН (1850 кгс)